# 1935年香港
|        | 香港歷史 \| 香港歷史年表                                                                                                   |
| 世紀： | 19世紀香港 \| 20世紀香港 \| 21世紀香港                                                                                     |
| 年代： | 1900年代香港 \| 1910年代香港 \| 1920年代香港 \| 1930年代香港 \| 1940年代香港 \| 1950年代香港 \| 1960年代香港               |
| 年份： | 1931年香港 \| 1932年香港 \| 1933年香港 \| 1934年香港 \| 1935年香港 \| 1936年香港 \| 1937年香港 \| 1938年香港 \| 1939年香港 |
| 紀年： | 乙亥年（猪年）、香港開埠94周年                                                                                             |

## 大事記
- 2月12日，一名司機於香島道近淺水灣撞斃一名小童。[1]
- 2月25日，西環卑路乍街三號四樓同利茶葉庄凌晨起火，三間屋被焚，2人死亡[2]。
- 2月27日，1931年3月註銷時消失的有利銀行25元紙幣在市面發現。[3]
- 3月1日，潔淨局重新改組並易名為市政局。
- 3月，香島道至赤柱新馬路落成啟用。
- 4月，石澳至鶴咀道路建成通車。
- 5月6日，香港舉行慶祝佐治五世銀禧登基大典。[4]
- 5月18日，港督貝璐卸任離港，輔政司修頓署理港督。
- 6月11日，大嶼山河福村發生謀殺案。[5]
- 7月1日，香港全面禁娼，石塘咀、油麻地廟街所有妓院、細寨一律停止營業。[6]
- 8月7日，西環煤氣鼓爆炸大火後，中華煤氣在堅尼地城建成新的煤氣鼓，並從灣仔裝管道至該處。
- 9月2日，城門水塘部份完工，開始供水。
- 9月4日：
  - 香港廣東銀行總行宣佈停業。
  - 工商銀行發生擠提。
- 9月17日，國民商業銀行宣布暫停營業。
- 10月3日，港府頒布擬於1936年元旦禁絕私娼。
- 10月10日，匯豐銀行新大廈落成啟用。
- 10月，香港體育好手於第6屆中華民國全國運動會獲取佳績，分別獲得男子及女子游泳全國第一名。[6]
- 11月6日，匯豐銀行停止發行硬幣，改發新一元鈔票約十萬張。
- 11月23日，旺角警署附近發生警匪槍戰，匪徙被警擊斃。[7]
- 12月12日，郝德傑就任第19位香港總督。[8]
- 本年：
  - 政府財政收入為2,843萬港元，支出2,827萬。[9]
  - 總人口為966,000餘名。[9]

## 出生
- 12月1日－張五常，香港知名經濟學者。
- 本年－蔡炎培，已故香港詩人。

## 逝世
- 1月28日－沈鴻英，清末民初軍事將領，屬舊桂系及曾追隨陸榮廷，後在爭奪廣西等戰役中被新桂系打敗及逃往香港。